# Осада Дамьетты (1249)
Осада Дамьетты (5—6 июня 1249 года) — часть Седьмого крестового похода.

## История

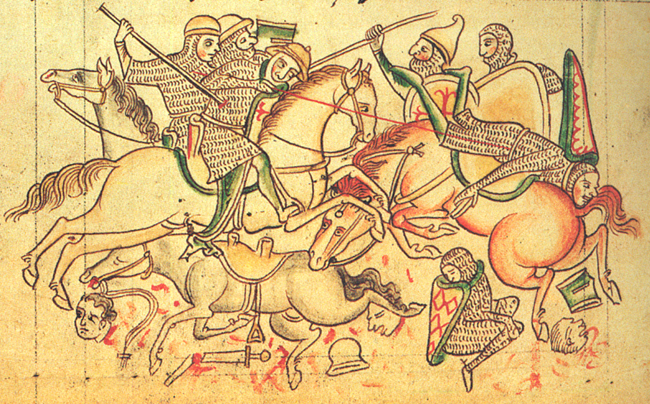
Осада Дамьетты. Миниатюра из Chronica Majora Матвея Парижского (г.)

Людовик IX планировал использовать богатую зерном Дамьетту как базу для наступления на Иерусалим. 13 мая 1249 года армия крестоносцев под командованием короля Людовика IX собралась в Лимасоле, откуда должна была отплыть к Египту. Флот состоял из примерно 120 транспортных кораблей и множества мелких судов. Ещё до отъезда штормом были повреждены многие корабли и рассеян флот. Несмотря на это, 30 мая часть армии под командованием короля приступила к крестовому походу. К Дамьетте флот прибыл 4 июня.
Береговой обороной должен был руководить визирь Фахр ад-Дин, назначенный на это задание из-за тяжело больного султана Ас-Салиха Айюба. К Дамьетте султан также направил военные материалы и часть бедуинского племени Бану Кинана. Армия крестоносцев была рассеяна и до Дамьетты добралась только четверть изначальных сил. Из-за этого советники короля призывали его подождать с нападением на город до прихода всего флота. Людовик не хотел ждать и уже 5 июня приказал высадиться на песчаных дюнах к западу от устья Нила.
Мусульманские войска пытались остановить наступление, но после ожесточенного боя были вынуждены отступить. Фахр ад-Дин двинул свои войска через понтонный мост к Дамьетте. Город был в хаосе, а гарнизон был слишком слаб, чтобы выдержать нападение крестоносцев. Фахр ад-Дин покинул город вместе со всей армией, поджигая после себя базары. Однако понтонный мост он так и не смог уничтожить. Мусульмане уплыли вверх по Нилу. 6 июня крестоносцы получили сообщения от христиан Дамьетты, что в городе нет вражеских солдат. Армия Людовика прошла через мост в город.
Легкое взятие Дамьетты было большим успехом крестоносцев, которые получили базу и безопасное убежище для провизии. Мусульмане были потрясены потерей города. Фахр ад-Дин был отстранен от должности, а командиры гарнизона были обезглавлены за трусость. Султан даже предложил отдать Иерусалим в обмен на Дамьетту, но Людовик не хотел вести переговоры с неверными.
Людовик мог построить укрепление для целого лагеря крестоносцев из древесины от 24 захваченных требушетов. Однако не были приняты во внимание разливы Нила, который вскоре вынудил оставаться Людовика и его армию в Дамьетте в течение шести месяцев, где рыцари расслабились и наслаждались военной добычей. Людовик проигнорировал соглашение, заключенное в ходе пятого крестового похода, что Дамьетта должна быть отдана Иерусалимскому королевству, ныне государству-обрубку в Акко, но он убедил тамошнее архиепископство (под эгидой Латинского Патриарха Иерусалима) и использовал город в качестве базы для прямых военных операций против мусульман Сирии. 20 ноября 1249 года подкреплённая провизией, армия Людовика направилась к Эль-Мансуре.